# 聖勞倫斯島
圣劳伦斯岛（英語：St. Lawrence Island），是一个由美国阿拉斯加州负责管辖的岛屿，位于阿拉斯加大陆以西的白令海，长140公里、宽35公里，面积4,640平方公里，是美国的第六大岛屿。最高点是阿图克山，海拔高度631米，2010年人口1,352。
聖勞倫斯島被認為是更新世時期連接亞洲和北美洲的陸橋最後暴露的部分之一。它是美國第六大島，也是世界第113大島。它被認為是白令海火山省的一部分。聖勞倫斯島鼩鼱（Sorex jacksoni）是聖勞倫斯島特有的鼩鼱。該島由島上兩個主要定居點甘貝爾和薩沃恩加的西伯利亞尤皮克人聚居村共同擁有。